# چارلز ادوین بسی
چارلز ادوین بسی (انگلیسی: Charles Edwin Bessey؛ ۲۱ مه ۱۸۴۵ – ۲۵ فوریهٔ ۱۹۱۵) دانشمند در زمینه گیاه‌شناسی اهل ایالات متحده آمریکا بود.